# 大莫古镇
大莫古镇，是中华人民共和国云南省曲靖市陆良县下辖的一个镇。

## 行政区划
大莫古镇下辖以下地区：
大莫古社区、太平哨社区、甘河村、新村、大地村、发峨哨村、阿油铺村、麻舍所村、戛古村、爱位村、烂泥沟村和挪岩村。